# 쿠퍼 휴이트 스미스소니언 디자인 박물관

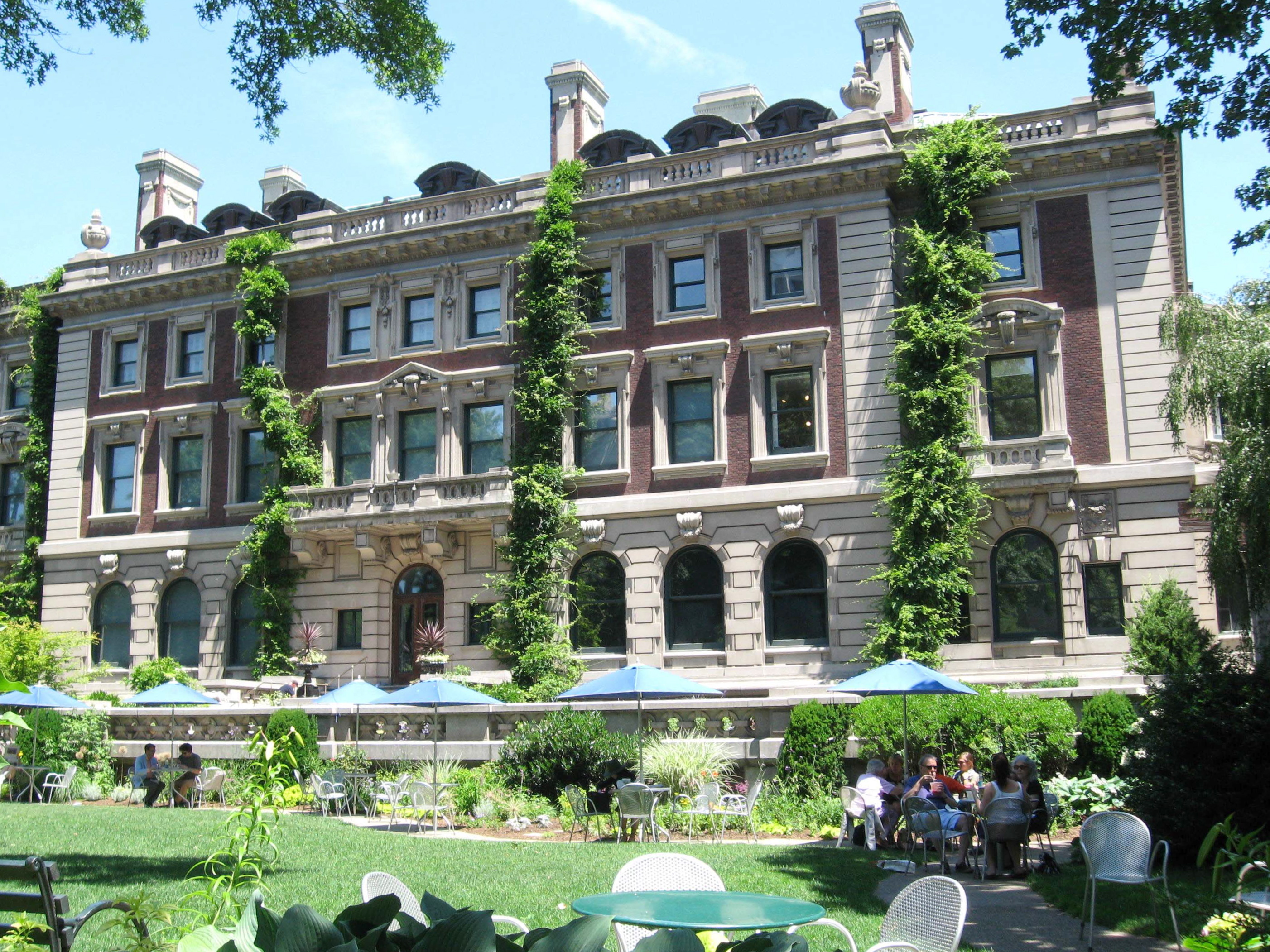
쿠퍼 휴이트 스미스소니언 디자인 박물관

쿠퍼 휴이트 스미스소니언 디자인 박물관(영어: Cooper Hewitt, Smithsonian Design Museum)은 미국 뉴욕 맨해튼에 있는 박물관이다.